# Aristotelia chilensis

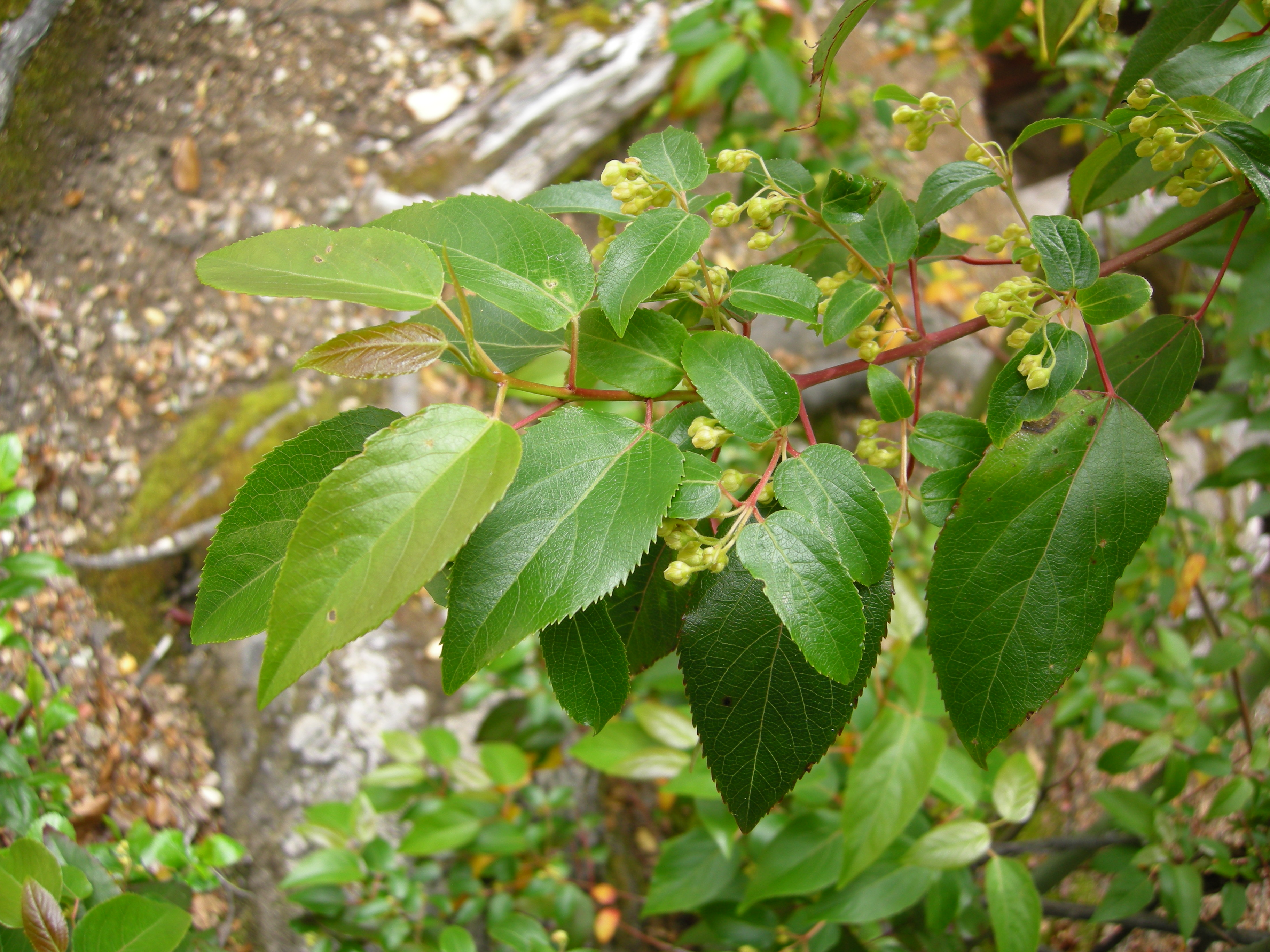
Blätter

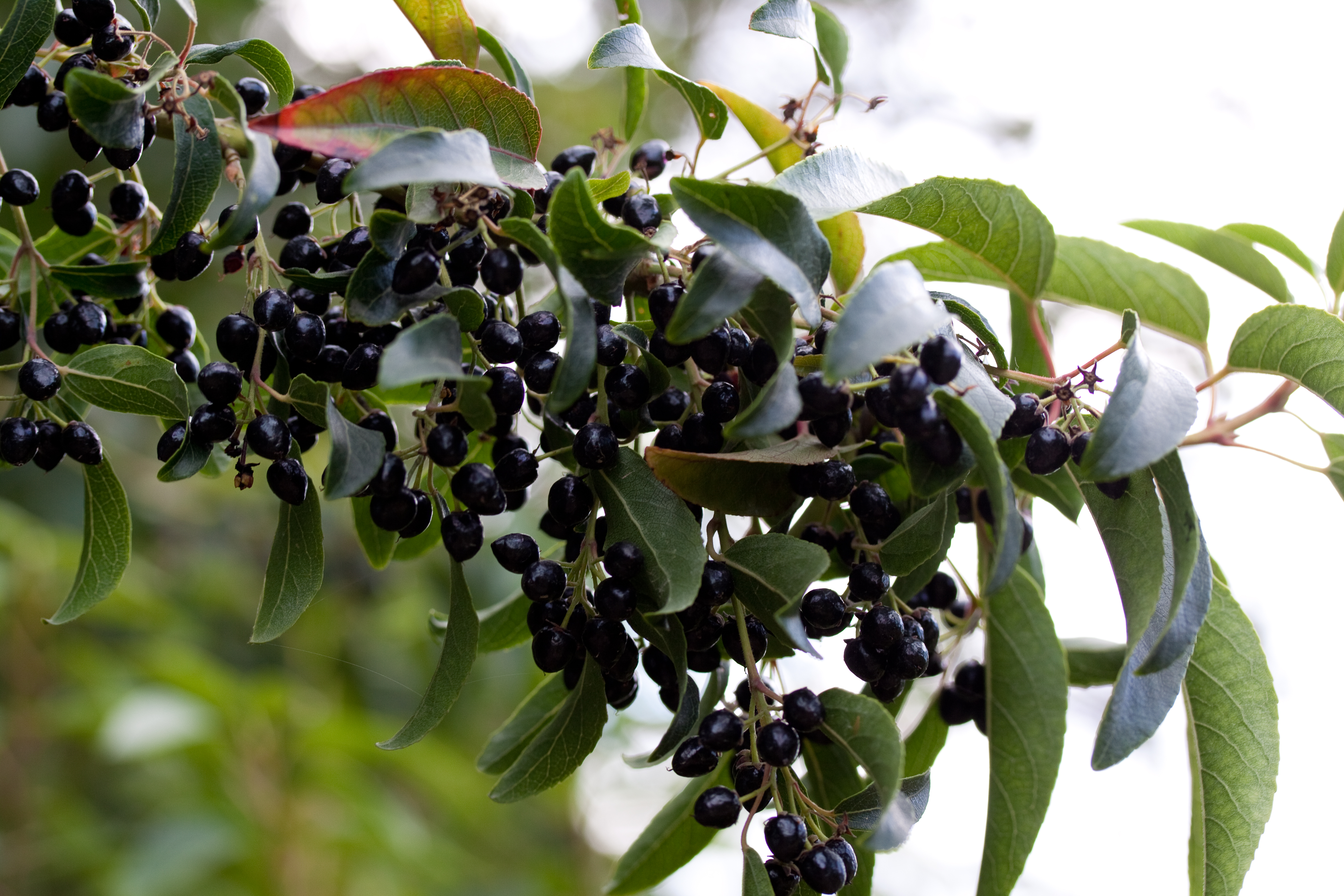
Fruchtstand

Aristotelia chilensis ist eine Pflanzenart in der Familie der Elaeocarpaceae aus Chile und Argentinien. Sie ist bekannt als Maqui. Der Gattungsname ehrt den griechischen Philosophen Aristoteles.

## Beschreibung
Aristotelia chilensis wächst als immergrüner Strauch bis etwa 4–5 Meter hoch, er soll aber auch noch einiges größer werden.
Die einfachen und gestielten Laubblätter sind (kreuz)gegenständig. Die bis 2–2,5 Zentimeter langen Blattstiele sind oft rötlich. Die Blätter sind eiförmig bis verkehrt-eiförmig, ledrig und kahl, rundspitzig bis spitz oder zugespitzt sowie am Rand meist gesägt, an der Basis sind sie stumpf bis gestutzt und öfters minimal herzförmig. Sie sind 6–11 Zentimeter lang und 3,5–6 Zentimeter breit. Es sind minimale Nebenblätter vorhanden.
Aristotelia chilensis ist zweihäusig diözisch. Es werden kurze, achselständige und wenigblütige Zymen oder Schirmtrauben gebildet. Die kleinen und gestielten, funktionell eingeschlechtlichen Blüten mit doppelter Blütenhülle sind meist fünfzählig. Die kleinen, fast freien Kelchblätter sind behaart und schmal-dreieckig, die kurzen, bis 4 Millimeter langen und aufrechten, meist gestutzten Petalen sind dachig. Es sind bei den männlichen Blüten etwa 10–15 kurze Staubblätter und ein Pistillode ausgebildet. Die weiblichen Blüten besitzen einen dreikammerigen, oberständigen und kahlen Fruchtknoten mit kurzem Griffel mit ausgebogenen Narbenästen und einige kurze Staminodien. Es ist jeweils ein Diskus vorhanden.
Es werden 4–6 Millimeter große, rundliche und mehrsamige, schwarze, fleischige, glänzende Beeren mit Narbenresten gebildet. Die rundlichen bis eiförmigen, einseitig abgeflachten und rötlichen bis bräunlichen 2–8 Samen sind 2–3 Millimeter groß.

## Verwendung
Die Früchte, die Maquibeeren, sind essbar, sie werden roh oder getrocknet wie Weinbeeren verwendet.
Die Blätter und Früchte werden auch medizinisch verwendet.